# سوتريسغودو
بلدية سوتريسغودو (بالإسبانية: Sotresgudo)‏, هي إحدى بلديات مقاطعة برغش, التي تقع في منطقة قشتالة وليون, والتي تقع في شمال غرب إسبانيا.
يبلغ عدد سكانها 698 نسمة وفقاً لإحصائية سنة (2002).